# Dobruja

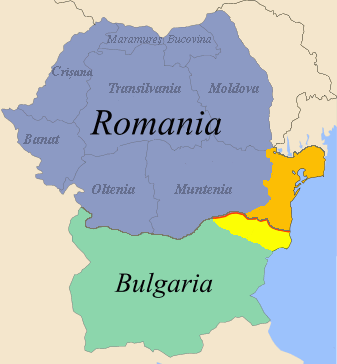
Mapa com a Dobruja setentrional (em território romeno) em laranja e a meridional (em território búlgaro) em amarelo.

Dobruja (em romeno Dobrogea e búlgaro Добруджа) é uma região história nos Balcãs hoje dividida entre a Romênia e a Bulgária. Situa-se entre o rio Danúbio e o mar Negro, incluindo o delta do Danúbio.
A região é dividida em Dobruja Setentrional (integralmente na Romênia) e Dobruja Meridional, em grande parte em território búlgaro, mas com uma pequena porção na Romênia, chamada Cadrilater (Quadrilátero).
As principais localidade da Dobruja são Constanţa, Mangalia, Tulcea - na Romênia - Tutrakan (Тутракан) e Silistra (Силистра) na Bulgária.

## História
Em Dobruja existiu em tempos uma grande comunidade de tártaros e turcos, que deixaram numerosas mesquitas. A Mesquita de Carol I (1910-1912) é das mais bonitas.